# لا بواس (أين)
لا بواس (بالفرنسية: La Boisse)‏ هي بلدية فرنسية تقع في إقليم الأين في فرنسا. رمز إنسي لها هو:1049. أما الرمز البريدي لها فهو: 1120.